# Pasques
Pasques é uma comuna francesa na região administrativa da Borgonha-Franco-Condado, no departamento de Côte-d'Or. Estende-se por uma área de 20,36 km². Em 2010 a comuna tinha 290 habitantes (densidade: 14,2 hab./km²).